# Boeing B-47
Die Boeing B-47 Stratojet war ein sechsstrahliger strategischer Bomber der Zeit des Kalten Krieges aus US-amerikanischer Produktion.

## Entwicklung
Die Ursprünge der B-47 gehen auf das Jahr 1943 zurück. Damals forderten die US Army Air Forces einen Bomber, der vom amerikanischen Festland aus Deutschland angreifen könnte, falls Großbritannien als Basis ausfallen sollte. Mehrere Hersteller machten zunächst Vorschläge, allerdings konnte offensichtlich keiner überzeugen. Nach der Wende im Kriegsverlauf, die eine britische Niederlage unwahrscheinlich werden ließ, trat die Forderung einer sehr hohen Reichweite zunächst in den Hintergrund. Stattdessen erfolgte die offizielle Ausschreibung für einen Bomber mit einer Höchstgeschwindigkeit von 800 km/h oder mehr. Des Weiteren wurden eine Flughöhe von mindestens 12.200 Metern sowie eine Reichweite von 5600 km gefordert. Da die geforderten Leistungswerte mit einer konventionellen Propellermaschine nicht erreicht werden konnten, wurde General Electric mit der Entwicklung der TG-180-Strahltriebwerke, später als J35 bezeichnet, beauftragt.
Als im April 1944 der Entwicklungserfolg des J35 realistisch erschien, forderte die USAAF Vorschläge von Unternehmen für einen strahlgetriebenen Bomber. Boeing legte als eines von vier Unternehmen zunächst eine Reihe recht konventioneller Entwürfe vor. Diese reichten vom Model 345 mit vier J35 unter B-29-Tragflächen über das Model 413 zum größeren Model 424. Auch dieser Entwurf war im Grunde genommen eine etwas verkleinerte B-29 mit vier Düsentriebwerken. Daraufhin folgte mit dem Model 432 der letzte Boeing-Entwurf mit geraden Tragflächen, wobei die vier Triebwerke im Rumpf untergebracht werden sollten. Ende 1944 erteilte die USAAF Phase-I-Entwicklungsaufträge an alle vier Unternehmen. Im Laufe des Jahres 1945, nach dem Kriegsende in Europa, begannen die USA damit, deutsche Wissenschaftler in die USA zu bringen. George Schairer, damaliger Chef-Aerodynamiker bei Boeing, wertete deutsche Forschungsergebnisse aus Windkanalversuchen aus. Hier sah er Studien über sehr dünne gepfeilte Tragflächen und ihm wurde schnell klar, dass solch eine Konstruktion deutlich höhere Leistungen erbringen würde. Daraufhin überzeugte er seine Vorgesetzten davon, diese Forschungsarbeit in den neuen Bomber einfließen zu lassen.
Aus dem Model 432 mit geraden Tragflächen entstand schrittweise daraufhin bis zum September 1945 das Model 448 mit Pfeilflügeln, wobei Schairer den Pfeilungswinkel sogar über den höchsten bei den deutschen Daten gefundenen Wert von 29° auf 35° vergrößerte. Während das Model 448 noch zwei zusätzliche Triebwerke im Heck erhielt, änderte man schließlich auch die Anordnung der Triebwerke, die nun in dem endgültigen Konzept Model 450-1-1 unter den Tragflächen aufgehängt wurden. Da diese jedoch, entsprechend den deutschen Forschungen, sehr dünn ausgeführt waren, bestand ein strukturelles Problem. Da klar war, dass die Maschine sechs Triebwerke bräuchte, die Tragflächen aber eigentlich nur vier hätten tragen können, fasste man je zwei Triebwerke in den inneren Gondeln zusammen, während die äußeren Gondeln je ein einzelnes Triebwerk erhielten. Die USAAF akzeptierten das Modell 450 und beauftragten Boeing mit der Weiterentwicklung. Nun war noch das Problem der Fahrwerke zu lösen. Zwar konnten jetzt alle sechs Triebwerke an den Tragflächen angebracht werden, allerdings war damit die sonstige Gesamttragfähigkeit erschöpft, weshalb das Fahrwerk nun komplett in den Rumpf verlegt werden musste. Da der neue Bomber auch die zu der Zeit noch sehr großen Atombomben abwerfen können sollte, bedurfte es eines großen internen Waffenschachts, was wiederum den Platz für das Fahrwerk reduzierte. Schnell war offensichtlich, dass das konventionelle Bugradfahrwerk nicht ausreichte. Um die Stabilität auch weiterhin zu garantieren, wurde das neue Tandemfahrwerk entwickelt. Es bestand aus zwei gleich dimensionierten, jeweils mit zwei Rädern versehenen Fahrwerksbeinen, die auf der Rumpf-Mittellinie vor und hinter dem Bombenschacht angeordnet waren sowie zwei zusätzlichen stabilisierenden Stützrädern an den inneren Triebwerksgondeln zwischen den Triebwerken. Dieses Konzept stellte Boeing im Oktober 1945 der USAAF vor. Eine Attrappenbesichtigung fand schließlich im April 1946 statt.
Die USAAF bestellte noch im April 1946 zwei Prototypen (Model 450-3-3). Diese erhielten von der neu gegründeten US Air Force die Bezeichnung XB-47. Der erste XB-47-Prototyp wurde am 17. Dezember 1947 von den Testpiloten Robert Robbins und Scott Osler erstmals geflogen. Diese berichteten nach dem 52 Minuten dauernden Jungfernflug von sehr guten Flugeigenschaften, bemängelten aber die zu geringe Schubkraft. In den folgenden Testflügen festigte sich die Erkenntnis, dass stärkere Triebwerke benötigt wurden. So entwickelte General Electric die J47-GE-3-Triebwerke, die zunächst als TG-190 bezeichnet wurden. Die zweite XB-47 startete dann erstmals mit den neuen Triebwerken am 21. Juli 1948. Auch der erste Prototyp wurde mit diesen nachgerüstet.
Da die Maschine einen kompletten Neuentwurf darstellte, waren die Flugtests für diese Zeit besonders intensiv und langwierig. Im Wettbewerb gegen die North American B-45, Convair XB-46 und Martin XB-48 setzte sich die B-47 relativ schnell durch. All diese Modelle setzten noch auf konventionelle Flugzeugzellenentwürfe, deren Kolbenmotoren lediglich durch Strahltriebwerke ersetzt worden waren. Dadurch erreichten sie jedoch deutlich schlechtere Leistungen und unterlagen im Vergleich. Die XB-45 ging zwar noch vorübergehend als B-45 Tornado in Dienst, allerdings auch nur als Übergangslösung, bis die B-47 einsatzbereit waren. Am 3. September 1948 bestellte die US-Luftwaffe dann schließlich die ersten B-47-Maschinen.

## Einsätze
Die B-47 war dem Strategic Air Command der US-Luftwaffe unterstellt, wo sie von 1951 bis 1965 in Dienst stand.

### Die frühen Jahre
Die ersten B-47-Bomber wurden 1951 in Dienst gestellt. Dennoch kamen sie im Koreakrieg nicht mehr zum Einsatz, da die Besatzungen erst auf den neuen Typen ausgebildet werden mussten. Für sie waren die neuen Maschinen eine echte Umstellung, da sie zuvor auf den vergleichsweise trägen Bombern B-29 Superfortress und B-36 Peacemaker ihren Dienst verrichtet hatten. Nun hatten sie eine viel schnellere Maschine zur Verfügung, mit der auch völlig neue Flugmanöver möglich waren, die aber zunächst trainiert werden mussten. So war das grundsätzliche Anflugmanöver für einen Atombombenabwurf komplett verändert. Mit der B-47 lernten die Besatzungen, sich zunächst in großen Höhen ihrem Ziel zu nähern. Im Endanflug gingen sie in den Tiefflug über, bevor sie kurz vor dem Ziel zu einem starken Steigflug ansetzten. Bei diesem wurde die Bombe ausgeklinkt, wodurch diese in einer Wurfparabel in ihr Ziel fliegen sollte. Der Bomber setzte das Manöver mit einem Aufschwung fort, um sich entgegen der ursprünglichen Angriffsrichtung vor den Waffenwirkungen in Sicherheit zu bringen. Diese Art der Bombardierung wird auch „Toss Bombing“ genannt. Auch wenn umstritten ist, ob solche Manöver die Maschine rechtzeitig aus dem Gefahrengebiet hätten bringen können, trainierten die Besatzungen sie derart. Die Belastungen für die Besatzungen waren deutlich höher; die Besatzung war auf drei Mann reduziert. Dies ermöglichte eine viel höhere Anzahl an Maschinen bei reduzierter Waffenlast gegenüber der B-36. Damit einher gingen neue Einsatzpläne, mit denen sich die Besatzungen erst vertraut machen mussten. Dies wiederum führte dazu, dass die Maschine erst 1953 operativ einsatzfähig war.

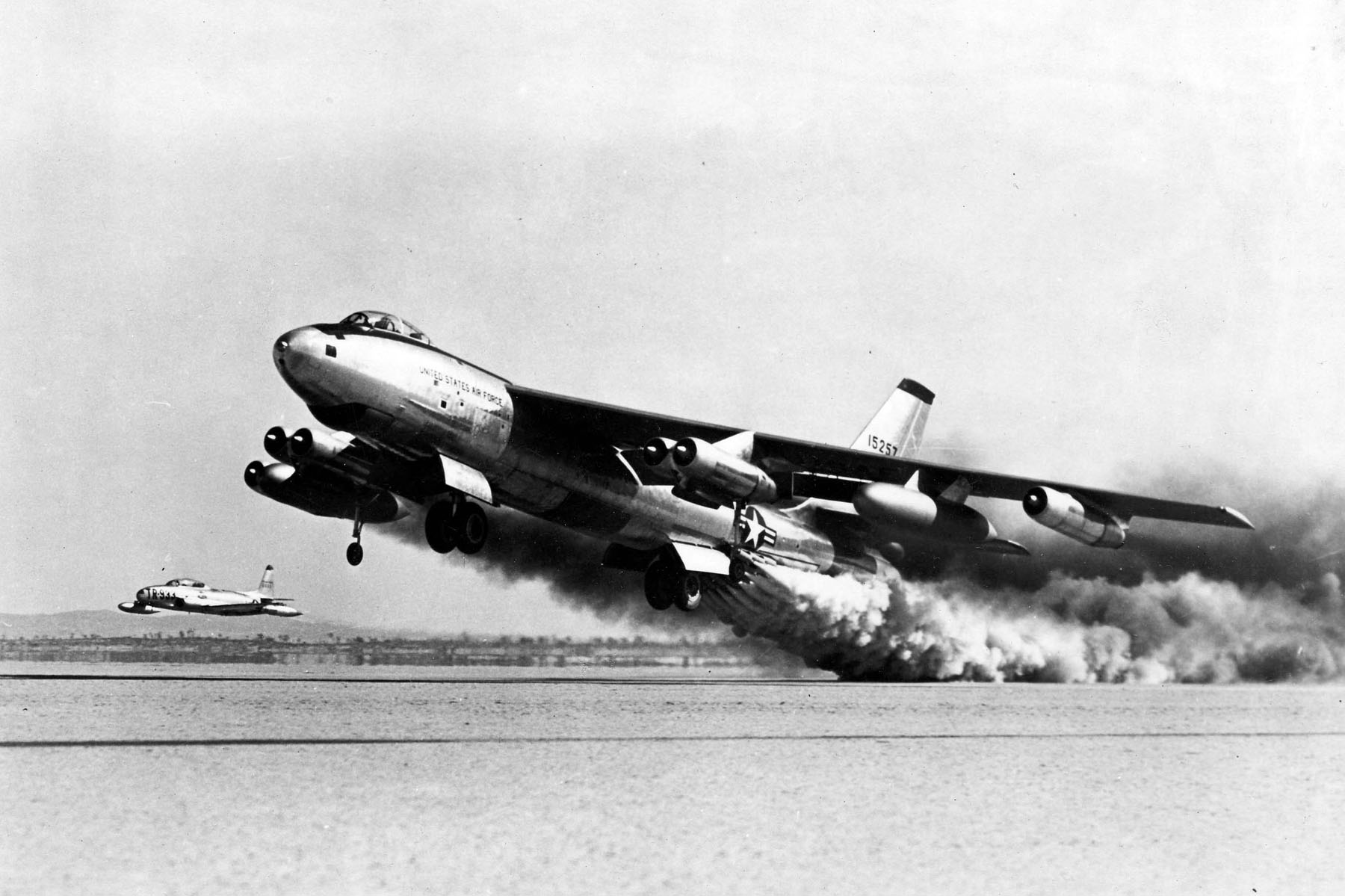
Überlaststartversuche auf der Edwards AFB mit einer B-47E-65 (USAF-Seriennr. 51-5257), bei denen ein außen angebrachter abwerfbarer RATO-„Gürtel“ mit 33 Raketen eingesetzt wurde. Frühere Varianten verwendeten 18 fest im Rumpf eingebaute Startraketen.

Im täglichen Einsatz wurden dann zunächst weitere Defizite sichtbar. So war die Maschine beim Startlauf trotz der stärkeren Triebwerke immer noch untermotorisiert, wodurch sich die Startstrecke verlängerte. Dies wurde bei der B-Version mit JATO-Zusatzraketen behoben. Auch die Landeeigenschaften waren nicht unproblematisch. In der Regel waren die Maschinen beim Landen zu schnell, was ein recht hartes Aufsetzen zur Folge hatte. Dies erhöhte die Belastungen für das Fahrwerk, weshalb häufiger Wartungen durchgeführt werden mussten, als ursprünglich geplant war. Dennoch waren die Maschinen recht wartungsfreundlich, da sich beschädigte Teile relativ einfach austauschen ließen. Auch war, trotz Problemen mit der Avionik, die Zuverlässigkeit der Maschinen recht gut.

### Ende der 1950er-Jahre

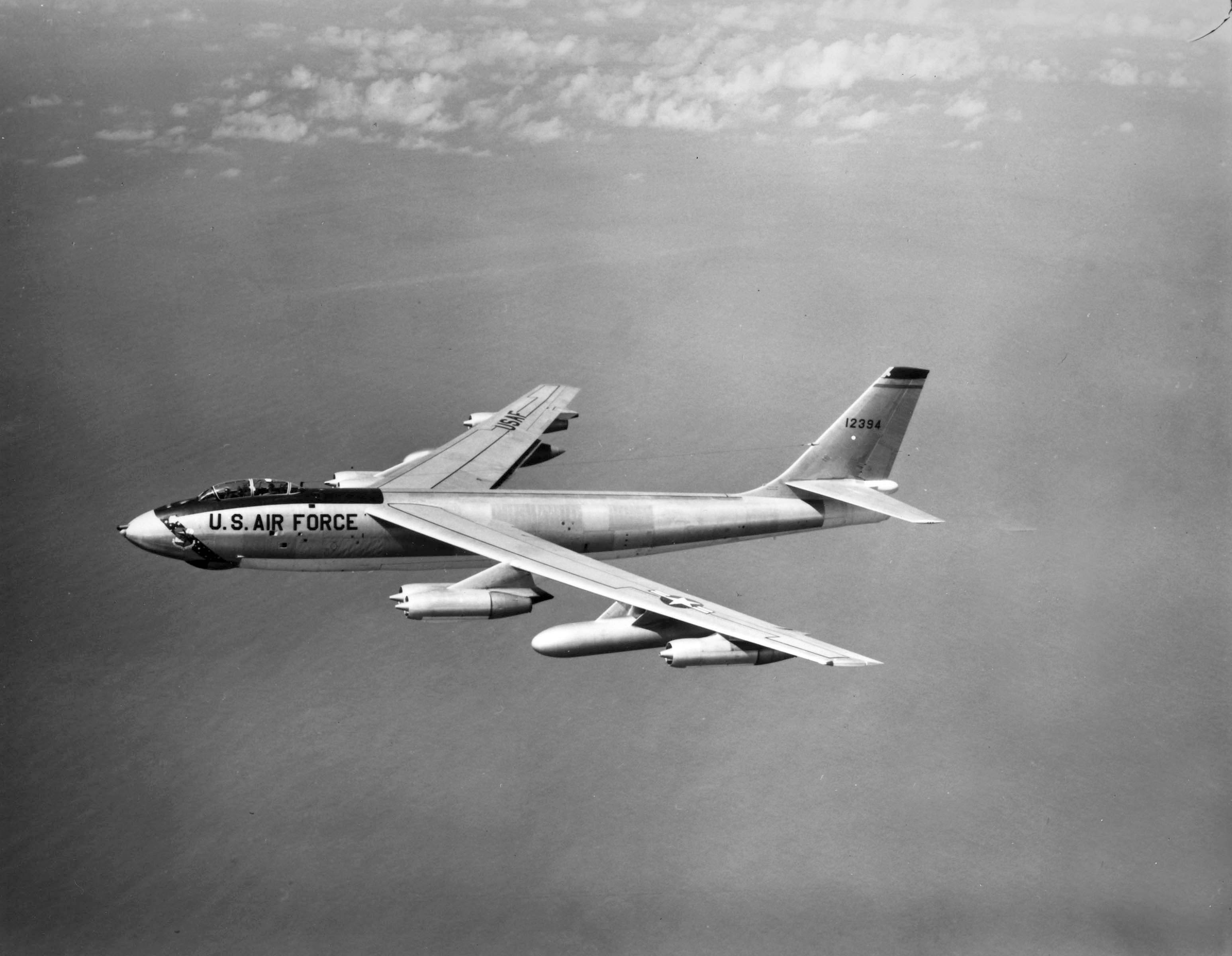
Boeing B-47E Stratojet der USAF

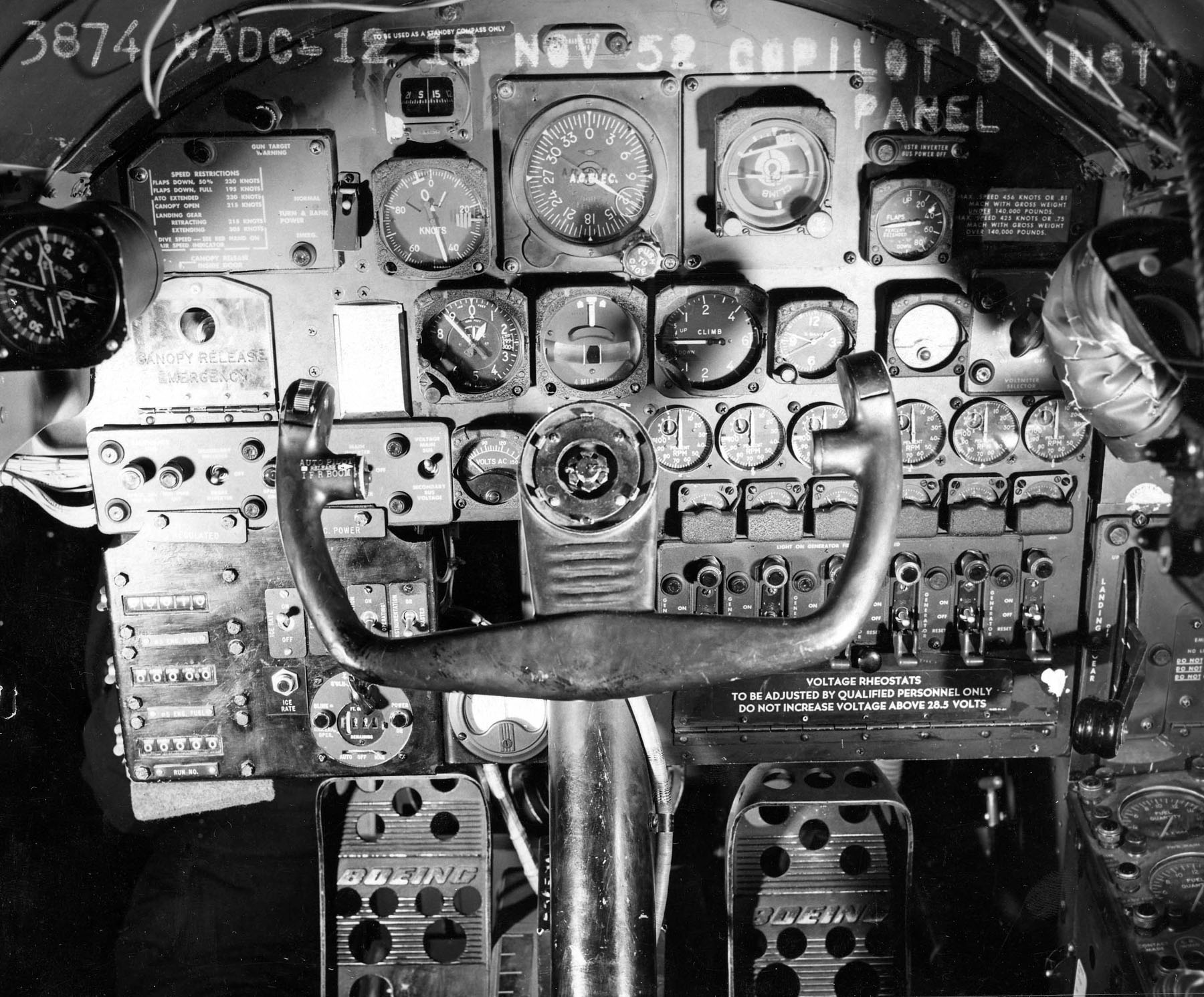
Cockpit einer Boeing B-47B

Ende der 1950er-Jahre waren die B-47-Bomber der primäre Bestandteil der nuklearen Abschreckung der USA, obwohl mit der B-52 bereits der Nachfolger in Dienst gestellt worden war. Abgesehen davon wurden Atombomber mit der Entwicklung der Interkontinentalraketen ohnedies zunehmend in eine Nebenrolle gedrängt.
Ein Drittel aller B-47 war rund um die Uhr einsatzbereit. Die Maschinen waren auf Stützpunkten in den USA, Großbritannien, Marokko, Spanien, Alaska, Grönland und Guam stationiert. Es war immer mindestens ein Geschwader mit Atombomben in der Luft, das eine von insgesamt 28 verschiedenen Routen abflog. Durch die hohe Bedeutung der Bomber zu dieser Zeit wurden auch weitere Manöver wie der Intervallstart geübt. Dabei starten mehrere Maschinen in Abständen von weniger als 15 Sekunden von derselben Startbahn – ein wegen der Turbulenzen der zuvor gestarteten Maschinen besonders anspruchsvolles Manöver –, um im Ernstfall eines bevorstehenden feindlichen Atomschlags in kurzer Zeit möglichst viele Maschinen in die Luft zu bekommen. Um die B-47 selber weiter aus der Liste der möglichen Ziele zu eliminieren, war bei erhöhter Bereitschaft vorgesehen, die Flugzeuge auch auf nicht dem SAC zugehörige Flugplätze zu verteilen.
Für die sowjetische Luftraumverteidigung war es nicht möglich zu erkennen, ob es sich bei den in den sowjetischen Luftraum eindringenden Flugzeugen auf Basis der B-47 um Aufklärungsflugzeuge wie die RB-47 oder um mit Nuklearwaffen bewaffnete Bomber handelte. Dies, auch im Zusammenhang mit einem möglichen Renegade-Fall, verursachte äußerste Besorgnis in der militärischen und politischen Führung der Sowjetunion.
Die Sowjetunion äußerte 1958 im Vorfeld einer Konferenz massive Bedenken, dass das Militärkommando bei diesen Routinepatrouillen eigenmächtig handeln könnte. Außenminister Gromyko erklärte am 19. April: „Die sowjetische Regierung möchte nicht glauben, daß diese Aktionen der amerikanischen Luftwaffe von der amerikanischen Regierung und von Präsident Eisenhower persönlich sanktioniert worden sind; doch hat niemand das Gegenteil erklärt.“ In seiner Erklärung ging es um diejenigen der ständig patrouillierenden Bomber, die bei unklarer Luftlage aufgrund von Störungen des Radars in arktischen Gebieten vorübergehend Kurs auf die Sowjetunion genommen hatten.
Es gilt als gesichert, dass Aufklärer RB-47 die Sowjetunion zur Gewinnung von Informationen überflogen haben. Der vermutlich erste Aufklärungsflug fand am 15. Oktober 1952 statt, als eine B-47 eine küstennahe Strecke von rund 1300 Kilometern über dem östlichsten Sibirien abflog, um zu ergründen, ob die Sowjetunion Tu-4-Bomber auf zwei dortige Flugfelder, Mys Schmidta und Prowidenija, verlegt hätte. RB-47 waren weltweit stationiert, in Europa auf der in England gelegenen Basis RAF Brize Norton. Wetteraufklärer sammelten nicht nur Wetterdaten, sondern auch Luftproben nach sowjetischen Nukleartests. Die Elektronikaufklärer vom Typ RB-47H wiederum dienten zum Sammeln der Radardaten der sowjetischen Luftabwehr. Im Verlauf der Flüge von 1952 bis 1956 wurde eine RB-47 über der Sowjetunion beschossen und zwei weitere wurden abgeschossen.

### Letzte Dienstjahre und Ausmusterung
Die Produktion der B-47 endete 1956, dennoch wurde sie weiterhin modernisiert und modifiziert. Ab 1959 löste dann die B-52 Stratofortress die B-47 als wichtigsten Bomber der US-Luftwaffe ab.
Mit dem Abschuss von Gary Powers in einer U-2 über der Sowjetunion wurde die favorisierte Einsatzdoktrin des SAC hinfällig, da nun deutlich erkennbar war, dass die bisherigen Einsatzpläne überholt waren. Bis dahin glaubte man, in großen Höhen tief im sowjetischen Luftraum operieren und ungehindert Ziele mit Atomwaffen angreifen zu können. Diese Strategie, für welche die B-47 primär ausgelegt wurde, war nun obsolet. Somit war die B-47 an sich auch nicht mehr zeitgemäß. Man reagierte mit Tiefflugmanövern, für die sich die B-47 aber nur begrenzt eignete. Auch die Verwendung von Langstreckenraketen und Marschflugkörpern wie bei der B-52 war hier nicht möglich, da dafür die Tragfähigkeit zu gering war. Als dann die Modernisierungskosten stark anstiegen, da langsam Materialermüdung als Folge der deutlich erhöhten Flugleistung einsetzte, begann 1963 die Ausmusterung der B-47. Das SAC stellte die letzte Maschine 1965 außer Dienst.
Die Unfallhäufigkeit des Schwellenmusters B-47 war im Vergleich zu modernen Verhältnissen unvorstellbar hoch; 203 Flugzeuge, etwa 10 % der Gesamtproduktion, gingen verloren. Dabei gab es 464 Tote; die meisten Unfälle ereigneten sich in den Jahren 1957 und 1958 (49 Maschinen und 122 Tote).
Das Tactical Air Command nutzte die B-47 als RB-47-Aufklärer und als EB-47-Kampfflugzeug zur elektronischen Kriegsführung bis 1977. Dabei kamen beide Versionen auch vermehrt über Vietnam zum Einsatz. Während des Vietnamkriegs gingen mehrere Maschinen des TACs verloren, wobei die genaue Anzahl unbekannt ist. Die RB-47 erwiesen sich im Vietnamkrieg allerdings als recht erfolglos, da im dichten Dschungel nur Tiefflugaufklärung effektiv war, die sie nicht leisten konnten. Folglich wurden sie zurück nach Europa geschickt, wo sie ihre ursprüngliche Aufklärungsrouten über Skandinavien und dem Baltikum wieder aufnahmen. Die EB-47 war dagegen in Vietnam erfolgreicher. Sie bekämpfte zusammen mit der F-4G Wild Weasel relativ effektiv die nordvietnamesische Flugabwehr. Mit der Einführung der EF-111 Raven stellte 1977 das TAC dann auch die letzte Variante der B-47 außer Dienst.
Eine Besonderheit war die Landung der Aufklärer in England mit geöffnetem Bremsschirm; da die Triebwerke nicht genügend schnell die Leistung für einen Go-around entwickelten, landeten die Flugzeuge mit leichtem Schub – und eben dem offenen Bremsschirm.
Eine B-47 wurde von Kanada geliehen und mit kanadischer Registrierung und Hoheitszeichen sowie einem orangen Seitenleitwerk und einem orangen Rumpfband hinter der Tragfläche versehen. Bei diesem Flugzeug wurde am rechten Hinterrumpf ein Iroquis-Triebwerk von Orenda getestet. Dieses kanadische Strahltriebwerk war als Antrieb für den kanadischen Abfangjäger CF-105 vorgesehen. In dieser Konfiguration verfügte die B-47 über 7 Strahltriebwerke.

## Produktion
Die B-47 wurde von drei Unternehmen (Boeing in Wichita, Douglas in Tulsa und Lockheed in Marietta) in Serie gebaut.
Abnahme der B-47 durch die USAF:
| Hersteller | Version | 1948 | 1949 | 1950 | 1951 | 1952 | 1953 | 1954 | 1955 | 1956 | 1957 | Summe | Preis         |
| ---------- | ------- | ---- | ---- | ---- | ---- | ---- | ---- | ---- | ---- | ---- | ---- | ----- | ------------- |
| Boeing     | XB-47   | 1    | 1    |      |      |      |      |      |      |      |      | 2     | 4.720.704 USD |
| Boeing     | B-47A   |      |      | 1    | 9    |      |      |      |      |      |      | 10    | 2.800.000 USD |
| Boeing     | B-47B   |      |      |      | 47   | 302  | 30   |      |      |      |      | 379   | 2.449.456 USD |
| Douglas    | B-47B   |      |      |      |      |      | 10   |      |      |      |      | 10    | 2.449.456 USD |
| Lockheed   | B-47B   |      |      |      |      |      | 7    | 1    |      |      |      | 8     | 2.449.456 USD |
| Boeing     | YB-47E  |      |      |      |      |      | 1    |      |      |      |      | 1     |               |
| Boeing     | B-47E   |      |      |      |      |      | 278  | 157  | 132  | 124  |      | 691   | 1.869.667 USD |
| Douglas    | B-47E   |      |      |      |      |      | 31   | 107  | 73   | 53   |      | 264   | 1.869.667 USD |
| Lockheed   | B-47E   |      |      |      |      |      | 30   | 143  | 120  | 86   | 7    | 386   | 1.869.667 USD |
| Boeing     | RB-47E  |      |      |      |      |      | 15   | 167  | 73   |      |      | 255   | 2.056.913 USD |
| Boeing     | RB-47H  |      |      |      |      |      |      |      | 30   | 3    | 2    | 35    | 2.126.917 USD |
| Summe      |         | 1    | 1    | 1    | 56   | 302  | 402  | 575  | 428  | 266  | 9    | 2041  |               |

Umbau der B-47:
| Version | aus            | FY 1953 | FY 1954 | FY 1955 | FY 1956 | FY 1957 | FY 1958 | FY 1959 | FY 1963 | FY 1964 | FY 1965 | Summe |
| ------- | -------------- | ------- | ------- | ------- | ------- | ------- | ------- | ------- | ------- | ------- | ------- | ----- |
| YRB-47B | B-47B          | 36      | 55      |         |         |         |         |         |         |         |         | 91    |
| YDB-47E | B-47E          |         | 2       |         |         |         |         |         |         |         |         | 2     |
| TB-47B  | B-47B, YRB-47B | 70      | 1       |         | 37      | 6       | 4       | 2       |         |         |         | 120   |
| XB-47D  | B-47B          |         |         | 2       |         |         |         |         |         |         |         | 2     |
| RB-47K  | B-47E          |         |         |         | 15      |         |         |         |         |         |         | 15    |
| WB-47B  | B-47B          |         |         |         |         |         | 1       |         |         |         |         | 1     |
| WB-47E  | B-47E          |         |         |         |         |         |         |         | 3       | 30      | 1       | 34    |
| EB-47E  | B-47E          |         |         |         |         |         |         |         | 95      | 1       |         | 96    |
| EB-47H  | RB-47H         |         |         |         |         |         |         |         | 3       |         |         | 3     |
| EB-47L  | B-47E          |         |         |         |         |         |         |         | 18      | 2       | 16      | 36    |
| Summe   |                | 106     | 58      | 2       | 52      | 6       | 5       | 2       | 119     | 33      | 17      | 400   |

(FY = Fiscal Year. Das FY 1953 ging vom 1. Juli 1952 bis zum 30. Juni 1953. In den Jahren FY 1960–1962 fanden keine Umbauten statt.)
1959 wurde eine Lebensdauer für das Flugzeug von 3300 Flugstunden festgelegt.
Die B-47 war bis zur Einführung der B-52 das Flugzeug mit dem höchsten Treibstoffverbrauch. 1953 benötigte sie je Flugstunde 1513 Gallonen (5727 Liter), und damit 40 % mehr als die viel größere B-36.
Unter der Bezeichnung Boeing XB-56 war eine Version der B-47 geplant, die statt der sechs Triebwerke vier schubstärkere Triebwerke in identischen Triebwerksgondeln haben sollte. Dies hätte die Wartung vereinfacht sowie den Schub, die Reichweite und den Treibstoffverbrauch optimiert. Jedoch wurde das Projekt beendet, bevor eine bereits dafür vorgesehene B-47 zur XB-56 umgebaut wurde.
Zwischen 1952 und 1967 gingen 184 B-47, 21 RB-47 und 9 TB-47 durch Unfälle verloren. Das Jahr mit der höchsten Unfallrate war 1958 mit Verlusten von 28 B-47, zwei RB-47 und vier TB-47.

## Zwischenfälle
- Am 17. April 1955 wurde nahe der Halbinsel Kamtschatka ein RB-47E-Aufklärungsflugzeug der USAF (Air Force Nr. 51–2054), das in den sowjetischen Luftraum eingedrungen war, um militärische Einrichtungen zu fotografieren, von sowjetischen Kampfflugzeugen des Typs MiG-15 abgeschossen und stürzte 13 km westlich von Nikolskoje ins Meer. Die drei Besatzungsmitglieder gelten als vermisst.[14]

- Am 10. März 1956 verschwand eine B-47 von der MacDill Air Force Base bei einem Nonstop-Überführungsflug zum marokkanischen Luftwaffenstützpunkt Ben Guerir Airbase im Mittelmeer nahe der algerischen Grenze. Ein Auftankmanöver mit einem Tankflugzeug in rund 4200 Metern Höhe war missglückt, da die beiden Flugzeuge keinen Kontakt miteinander bekamen. Der Bomber hatte zwei Plutoniumkerne an Bord, aber keine Atombomben; die Maschine konnte bis heute nicht gefunden werden.[15][16]

- Am 27. Juli 1956 stürzte auf dem Militärstützpunkt RAF Lakenheath in England beim Landeanflug eine US-amerikanische B-47 ab und prallte gegen einen betonierten Atomwaffenbunker, in dem drei US-Atombomben vom Typ Mark-6, ähnlich der Nagasaki-Bombe, untergebracht waren. Bei dem Zusammenprall starben drei Besatzungsmitglieder und es entstanden Beschädigungen an allen drei Atombomben. Bis 1979 wurde der Vorfall geheim gehalten.

- Am 10. Oktober 1957 stürzte eine US-amerikanische B-47 mit einer Bombe und einer nicht eingebauten Nuklearkapsel kurz nach dem Start von der Homestead Air Force Base in Florida, USA ab und brannte aus. Dabei kam es zur Explosion der Sprengladung, aber zu keiner Nuklearexplosion.

- Nahe Rabat in Marokko stürzte am 31. Januar 1958 eine B-47 der USAF mit einer Atombombe an Bord kurz nach dem Start auf dem Militärstützpunkt Sidi Slimane ungefähr 90 km nordöstlich von Rabat ab und brannte etwa 7 Stunden lang aus. Es kam zu keiner Nuklearexplosion, jedoch wurde das Gebiet weiträumig kontaminiert, so dass die Bevölkerung in der Umgebung evakuiert werden musste.

- Am 5. Februar 1958 kam es nach einer Kollision einer B-47 (Pilot: Howard Richardson) mit einem Jagdflugzeug vom Typ F-86 an der Küste Georgias zum Notabwurf einer Wasserstoffbombe vom Typ Mk.15 aus 2200 Metern Höhe in den Atlantischen Ozean nahe Savannah und Tybee Island in Georgia. Die B-47 konnte auf der Hunter Air Force Base notlanden, der Pilot der F-86 rettete sich mit dem Schleudersitz. Im Jahr 2001 wurde erneut mit der Suche nach der Bombe begonnen, diese verlief aber ergebnislos (siehe Tybee-Bombe).

- Eine B-47 verunglückte am 28. Februar 1958 auf der US-Luftwaffenbasis Greenham Common (bei Newbury), Großbritannien, schwer. Wissenschaftler, die für die Atomic Weapons Research Establishment in Aldermaston arbeiteten, stellten 1960 eine hohe Konzentration an radioaktiver Kontamination auf der Basis fest. Sie wiesen in ihrer Schlussfolgerung darauf hin, dass bei dem Unfall eine Atomwaffe beteiligt gewesen sein musste. Die US-Regierung bestätigte diese Vermutung nie.

- Am 11. März 1958 verlor eine B-47E von der Hunter Air Force Base in Georgia in 4200 Metern Höhe versehentlich eine Atombombe ohne Zünder. Am Boden zerstörte sie ein Haus in Florence, South Carolina. Ein Bewohner wurde verletzt.

- Am 4. November 1958 fing eine Boeing B-47E der United States Air Force (USAF) (51-2391) kurz nach dem Start von der Dyess Air Force Base (Texas, USA) Feuer und stürzte aus 450 Metern Höhe ab. Eines der 4 Besatzungsmitglieder kam ums Leben. Es kam zur Explosion der Sprengladung.[17]

- Am 26. November 1958 kam es auf der Chennault Air Force Base, Louisiana, in einer B-47 mit einer Nuklearwaffe an Bord am Boden zu einem Brand, der eine geringe Verstrahlung verursachte.

- Am 1. Juli 1960 wurde ein USAF-Aufklärungsflugzeug vom Typ RB-47H (S/N 53-4281) der 343th Strategic Reconnaissance Squadron, 55th Strategic Reconnaissance Wing über der Barentssee von einer sowjetischen MiG-19 (Pilot: Wassili Poljakow) der 206. Luftdivision abgeschossen. Von den sechs Besatzungsmitgliedern überlebten nur zwei, die nach sechs Stunden von einem sowjetischen Trawler gerettet wurden. Bis zum 25. Januar 1961 blieben die US-Soldaten John R. McKone und Freeman Bruce Olmstead im Lubjanka-Gefängnis in Moskau in Haft. Verstorben sind Willard Palm, Eugene Posa, Dean Phillips und Oscar Goforth.[18]

## Technische Daten
| Kenngröße             | Daten der B-47E                                                                                                   |
| --------------------- | --- |
| Besatzung             | 3 |
| Länge                 | 33,48 m |
| Spannweite            | 35,36 m |
| Höhe                  | 8,50 m |
| Flügelfläche          | 132,66 m² |
| Flügelstreckung       | 9,43 |

Dreiseitenriss

| Tragflächenbelastung  | - minimal (Leermasse): 270 kg/m² - nominal (normale Startmasse): 455 kg/m² - maximal (max. Startmasse): 707 kg/m² |
| Leermasse             | 35.867 kg |
| normale Startmasse    | 60.340 kg |
| max. Startmasse       | 93.759 kg |
| Höchstgeschwindigkeit | 977 km/h (auf optimaler Höhe)                                                                                     |
| Marschgeschwindigkeit | 896 km/h (auf optimaler Höhe)                                                                                     |
| Dienstgipfelhöhe      | 12.345 m |
| Einsatzradius         | 3240 km |
| Reichweite            | 6494 km |
| Triebwerke            | 6 × Strahltriebwerke General Electric J47-GE-25 mit je 26,7 kN Schub                                              |

## Bewaffnung
Rohrbewaffnung zur Selbstverteidigung
- 1 × Heckstandeinheit mit einer Doppellafette in einer Drehkuppel mit 2 × 20-mm-Maschinenkanonen M24A1 mit je 400 Schuss Munition. Die Heckstandeinheit wurde von einem Besatzungsmitglied aus der Kabine ferngesteuert. Als Zielhilfe war das Feuerleitradar AN/APG-39 eingebaut.

Kampfmittel bis zu 11.000 kg im internen Bombenschacht
Ungelenkte Bomben
- 2 × Mk.15 (nukleare Freifallbombe mit 3,7-MT-Sprengsatz)
- 4 × B28 (nukleare Freifallbombe mit 1,45-MT-Sprengsatz)
- 1 × B41 (nukleare Freifallbombe mit 25-MT-Sprengsatz)
- 4 × B43 (nukleare Freifallbombe mit 1-MT-Sprengsatz)
- 1 × B53 (nukleare Freifallbombe mit 9-MT-Sprengsatz)
- 28 × Mark 82 LDGP (227-kg-/500-lb-Freifallbombe)

## Selbstverteidigung
Aktive Maßnahmen
- 1 × Täuschkörperwerfer mit Hitzefackel-Täuschkörpern
- 1 × elektronischer Störsender AN/APT-5

Passive Maßnahmen
- AN/APS-54-Radarwarnsensor